# Bruno Heymann
Bruno Baruch Heymann (* 1. Juli 1871 in Breslau; † 8. Mai 1943 in Berlin) war ein deutscher Arzt, Hygieniker und Hochschullehrer.

## Leben
Bruno Heymann war ein Sohn des Fabrikanten Edmund Heymann und der Anna Kraemer. Er studierte in Breslau und Freiburg im Breisgau Medizin. 1897 wurde er in Breslau zum Doktor der Medizin promoviert mit einer Schrift über Anforderungen an Desinfektionsanstalten. Nach der Approbation wurde er Assistent von Carl Georg Friedrich Wilhelm Flügge am Hygienischen Institut in Breslau und habilitierte sich 1904 für Hygiene und Bakteriologie. Ab 1909 war er Professor in Breslau. 1914 wurde er Abteilungsvorsteher des Medizinaluntersuchungsamtes am Hygienischen Universitätsinstitut und außerordentlicher Professor in Berlin. Forschungsschwerpunkte von Heymann waren Hygiene und Mikrobiologie, insbesondere Desinfektion, Pockenschutzimpfungen, Diphtherie, Tuberkulose, Trachom, Tollwut, Mücken- und Läusebekämpfung sowie Klimaforschung.
Aufgrund seiner jüdischen Abstammung war Heymann nach der Machtergreifung zunehmenden Repressalien ausgesetzt. Zunächst ließ er sich von seiner Lehrtätigkeit entbinden, 1935 folgte auf Grundlage der Nürnberger Gesetze seine endgültige Versetzung in den Ruhestand. Im Januar 1943 wurde er verhaftet und starb im darauffolgenden Mai vor der Deportation in ein Konzentrationslager an einer Kniegelenkstuberkulose. Heymanns Ehefrau Martha war bereits 1940 verstorben und seine zwei Söhne 1934 bzw. 1937 nach Palästina emigriert. Seine Tochter, die auch als Kindergärtnerin tätige Medizintechnikerin Charlotte Rosa Heymann (1904–1943), wurde nach Auschwitz deportiert und in Birkenau ermordet.

## Schriften (Auswahl)
- Die Mückenplage und ihre Bekämpfung. Preisschrift. Braunschweig 1913, OCLC 494004354.
- mit Karl Freudenberg: Morbidität und Mortalität der Bergleute im Ruhrgebiet. Essen 1925, OCLC 247608909.
- Robert Koch. Teil 1. 1843–1882. Berlin 1932, OCLC 313752885.
- Robert Koch. Teil 2. 1882–1908. Berlin 1997, ISBN 3-89606-016-3.